# Ain Kaalep

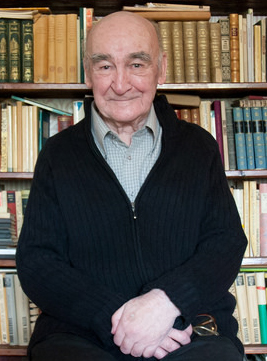
Ain Kaalep (2010)

Ain Kaalep (* 4. Juni 1926 in Tartu; † 9. Juni 2020) war ein estnischer Schriftsteller, Dichter, Übersetzer, Literaturkritiker und Literaturwissenschaftler.

## Leben
Ain Kaalep stammte aus einer Intellektuellenfamilie. Er absolvierte das renommierte Hugo-Treffner-Gymnasium während des Zweiten Weltkrieges. Danach trat er in die Finnische Armee ein und kämpfte im Jahre 1944 im deutschen Militär gegen die vorstoßende Rote Armee. Infolgedessen verbrachte er die Jahre 1945–1946 in sowjetischer Gefangenschaft, ehe er an der Universität Tartu sein 1943 begonnenes Studium der Finnougristik fortsetzen konnte. 1949 wurde er jedoch von der Universität relegiert, sodass er die Universität erst 1956 im Fernstudium abschließen konnte.
Ab 1956 lebte er als freier Schriftsteller in Elva, hatte aber wiederholt zeitweilige Anstellungen an der Universität Tartu. Von 1989 bis 2001 war Ain Kaalep Chefredakteur der estnischen Kulturzeitschrift Akadeemia. Ain Kaalep war seit 1962 Mitglied des Estnischen Schriftstellerverbandes.

## Werk
Kaaleps erste Gedichte erschienen 1944 in einer in Finnland herausgegebenen Zeitung für die dortigen estnischen Soldaten, seine ersten Übersetzungen 1953 und seine ersten beiden Gedichtbände 1962. Von letzteren enthält das Debüt Das Samarkander Heft auch Übersetzungen aus dem Usbekischen und Tadschikischen, womit der Autor gleich zu Beginn seines Werks Die Marschrichtung vorgibt: Ihm ging es neben dem eigenen Werk immer auch um die Vermittlung anderer Kulturen nach Estland. Nicht von ungefähr titulierte Jaan Kross seinen Kollegen 1985 in einer Rezension als „Praeceptor Estoniae“, als Lehrer Estlands.
Gemeinsam mit Jaan Kross und Ellen Niit sorgte Ain Kaalep Ende der 1950er-/Anfang der 1960er-Jahre für eine Erneuerung der estnischen Lyrik, die im Zuge der Tauwetter-Periode sich von den sowjetischen Fesseln zu befreien suchte und unter anderem den freien Vers propagierte. Das Trio ist unter dem Namen „Dreigroschenoper“ in die estnische Literaturgeschichte eingegangen, was daher rührte, dass estnisch kross ‚Groschen‘ bedeutet (Jaan Kross und Ellen Niit waren seit 1958 verheiratet) und Jaan Kross in dieser Zeit Bertolt Brechts berühmtes Bühnenwerk tatsächlich ins Estnische übersetzte.
Wichtig wurde Kaalep auch für das estnische Theater. Nachdem sein erstes Schauspiel Minu silmad ja sinu silmad ('Meine Augen und deine Augen') 1965 in Tartu inszeniert worden war, markierte 1967 die Premiere seines Schauspiels Von Idam und Adam oder Der Antimantikulator den Beginn des absurden Theaters in Estland. In dem Stück geht es um die technisierte Welt, die auch eine enthumanisierte Welt im Stile eines Aldous Huxley oder George Orwell sein kann. IDAM steht für „International Detailed Ape Model“, während mit Adam der alttestamentarische erste Mensch bezeichnet wird. Kaalep schrieb noch weitere Theaterstücke, die teilweise auch inszeniert, aber erst viel später gedruckt wurden, beispielsweise 1979 das Stück Totomauna (Blut des Berges), das in Polynesien spielt.
Das Hauptwerk Kaaleps besteht jedoch in seinen Übersetzungen aus dem Deutschen, Französischen, Spanischen, Portugiesischen, dem klassischen Latein und Griechisch sowie rund zwanzig weiteren Sprachen. Damit erweiterte er den Horizont der estnischen Kultur – und ging im Übrigen auch seiner Lieblingsbeschäftigung nach, über die er einmal sagte: „Meine einzige Begabung, an der ich nicht zweifle, ist die, Lyrik zu übersetzen.“
Aus dem Deutschen übertrug Kaalep u. a. Werke von Gotthold Ephraim Lessing, Friedrich Schiller, Jakob Wassermann, Bertolt Brecht und Max Frisch.

## Bibliographie
- Samarkandi vihik ('Das Samarkander Heft', Gedichte). Tallinn: Ajalehtede-Ajakirjade Kirjastus 1962. 61 S. (Looming Raamatukogu 4/1962)
- Aomaastikud ('Landschaften der Morgenröte', Gedichte). Tallinn: Eestir Riiklik Kirjastus 1962. 111 S.
- Järvemaastikud ('Seelandschaften', Gedichte). Tallinn: Eesti Raamat 1968. 97 S.
- Klaasmaastikud ('Glaslandschaften', Gedichte). Tallinn: Eesti Raamat 1971. 124 S.
- Paani surm ja teisi luuletusi ('Pans Tod und andere Gedichte'). Tallinn: Eesti Raamat 1976. 90 S.
- Peegelmaastikud ('Spiegellandschaften', Übersetzungsanthologie). Tallinn: Eesti Raamat 1976. 336 S.
- Peegelmaastikud ('Spiegellandschaften', Übersetzungsanthologie). Tallinn: Eesti Raamat 1980. 299 S.
- Maavallast ja maailmakirjandusest ('Über Estland und die Weltliteratur', Literaturkritiken und Essays). Tallinn: Eesti Raamat 1984. 325 S.
- Kuldne Aphrodite ja teisi luuletusi ('Goldene Aphrodite und andere Gedichte'). Tallinn: Eesti Raamat 1986. 91 S.
- Kolm Lydiat ('Drei Lydias', Essays). Tartu: Ilmamaa 1998. 598 S.
- Haukamaa laulu‘ ('Lieder aus Haukamaa'). Võru: Võro Selts VKKF 1999. 48 S.
- Jumalatosin ('Gottesdutzend', Prosa und Schauspiele). Tallinn: SA Kultuurileht 2008. 65 S. (Loomingu Raamatukogu 1/2008)
- Muusad ja maastikud. Luuletusi aastaist 1945–2008 ('Musen und Landschaften. Gedichte aus den Jahren 1945–2008'). Tallinn: Tänapäev 2008. 589 S.
- Kodu kõikjal kaasas ('Die Heimat immer dabei', Essays). Tallinn: Tänapäev 2013. 248 S.

## Auszeichnungen
- 1977 Juhan-Smuul-Preis
- 1984 Juhan-Liiv-Preis
- 1985 Juhan-Smuul-Preis
- 1995 Kulturpreis der Republik Estland
- 1996 Orden des Staatswappens (III. Klasse)
- 2000 Hendrik-Adamson-Preis für Dialektdichtung
- 2002 Staatlicher Kulturpreis für das Lebenswerk
- 2010 Jaan-Kross-Literaturpreis
- 2010 Ferdinand-Johann-Wiedemann-Preis
- 2014 Ehrenbürger von Tartu

## Deutsche Übersetzungen
Von Ain Kaalep sind lediglich drei Gedichte auf Deutsch erschienen:
- Beim Lesen Baudelaires. Übersetzt von H. Ischreyt (?), in: Ostbrief 5 (1958/59), H. 4 (40), S. 158.

- Taglied. – Die Hoffnung. Übersetzt von Viktor Sepp, in: Sowjetliteratur 1/1989, S. 120–121.

## Sekundärliteratur
- Nigol Andresen: Kaasaja optimistlik luule, in: Keel ja Kirjandus 4/1963, S. 232–234.
- Jüri Talvet: Kirjaniku portree tema sünnipäevaks ehk Ain Kaalepi luule ja tarkus, in: Looming 6/1986, S. 815–823.
- Mati Unt: Polyglott, Indianer, Lehrer, in: Estonia 2/1998, S. 46–49.
- Kaks vaimukaaslast eri aegadest. Valik Ain Kaalepi ja Nigol Andreseni kirjavahetusest aastatel 1965–1975, in: Tuna 4/2007, S. 103–122; 1/2008, S. 113–128.
- Cord Aschenbrenner: „Räuber retten uns vor Räubern“. Osteuropas trauriges Los zwischen zwei Übeln, zwischen Hitler und Stalin: Das Beispiel des Esten Ain Kaalep, in: Süddeutsche Zeitung 9./10.1.2010, S. V2/6.
- Arne Merilai: Kaval-Ain ja vanapagan. Nooruse kihermeid I, in: Keel ja Kirjandus 7/2016, S. 489–503.